# Москва-2
Москва́-2 — советская дальномерная клапп-камера из семейства «Москва». Производилась с 1947 года по 1956 год Красногорским заводом в городе Красногорске Московской области. Всего выпущено 197 640 штук. Прототипом послужил немецкий фотоаппарат «Super Ikonta C 531/2» фирмы Zeiss Ikon.

## Описание

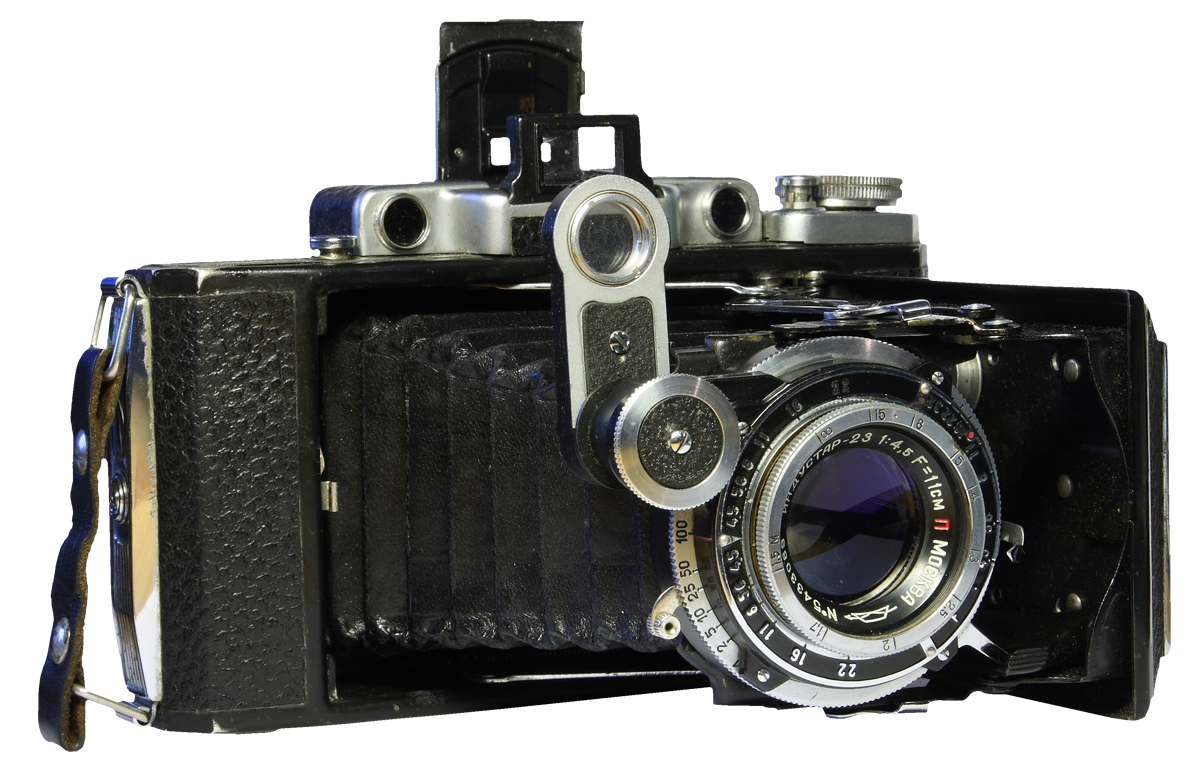
«Москва-2»

Фотоаппарат складной, объектив соединён с камерой тканевым мехом, выдвигается на системе рычагов автоматически при открывании передней крышки. Корпус металлический с откидной задней стенкой.
Размер кадра 6×9 см. Получалось 8 кадров на плёнку типа 120. Контроль перемотки плёнки к следующему кадру — по меткам на ракорде через окно в задней крышке камеры. Окно снабжено красным светофильтром и металлической сдвижной заслонкой.
Объектив «Индустар-23», фокусное расстояние 110 мм, относительное отверстие 1:4,5, угол поля зрения 52°. Диафрагма ирисовая, пределы диафрагмирования — от 1:4,5 до 1:32. Просветление однослойное. Объектив смонтирован в центральном затворе «Момент-1». Выдержки затвора — от 1 с до 1/250 с и «В» (ручная). В части камер «Москва-1» и «Москва-2» выпуска 1946 и 1947 гг. использованы немецкие затворы «Компур» и «Компур-рапид» с автоспуском или без него.
Видоискатель складной оптический, открывается автоматически при открытии передней крышки, убирается вручную.
Дальномер с клиновым компенсатором, механически связанным с перемещением передней линзы объектива. Минимальное расстояние наводки на резкость — 1,5 м. Дальномер не совмещён с видоискателем.

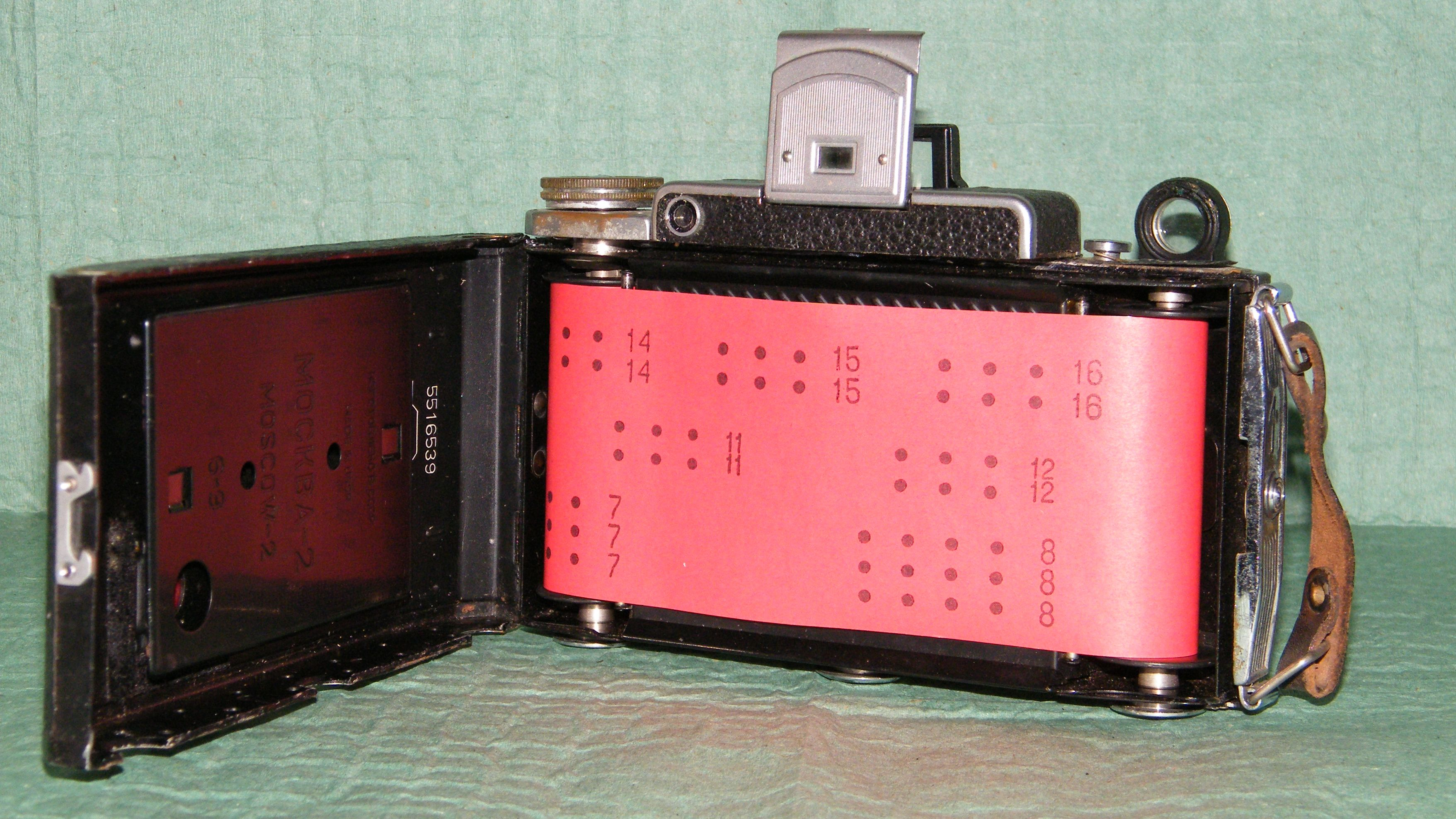
Плёнка типа 120 в фотоаппарате «Москва-2»

Взвод затвора — независимый от перемотки плёнки. Предусмотрен механизм защиты от многократного экспонирования одного кадра: после спуска затвора спусковая кнопка блокируется до тех пор, пока маховичок перемотки плёнки не будет повёрнут на определённый угол. В то же время затвор можно спустить не кнопкой на корпусе камеры, а рычагом на затворе, и таким образом получить мультиэкспозицию.
Предусмотрено два штативных гнезда — на камере и на передней крышке. Они позволяют установить камеру на штатив соответственно горизонтально или вертикально. Кроме того, на передней крышке есть откидная ножка, которая позволяет поставить фотоаппарат вертикально на любую ровную поверхность.